# Poospiza baeri
A Poospiza baeri a madarak osztályának verébalakúak (Passeriformes) rendjébe és a tangarafélék (Thraupidae) családjába tartozó faj.

## Rendszerezése
A fajt Émile Oustalet német ornitológus írta le 1904-ben, a Buarremon nembe Buarremon baeri néven. Egyes szervezetek a Compsospiza nembe sorolják Compsospiza garleppi néven.

## Előfordulása
Az Andokban, Argentína és Bolívia területén honos. Természetes élőhelyei a szubtrópusi és trópusi hegyi esőerdők és cserjések, folyók és patakok környékén. Állandó, nem vonuló faj.

## Megjelenése
Testhossza 18 centiméter.

## Természetvédelmi helyzete
Az elterjedési területe kicsi, egyedszáma 1500-7000 példány közötti és csökken. A Természetvédelmi Világszövetség Vörös listáján sebezhető fajként szerepel.